# Prince Edward Island Senators
Prince Edward Island Senators byl profesionální kanadský klub ledního hokeje, který sídlil ve městě Charlottetown na Ostrově prince Edwarda. Své domácí zápasy hráli v tamní aréně Eastlink Centre. Klub hrál v soutěži od roku 1993, kdy v ní nahradil celek New Haven Senators. Klubové barvy byly červená, černá, bronzová a bílá.
Prince Edward Island Senators byl profesionální hokejový tým, který hrál v AHL, od roku 1993 do roku 1996. Původně se nacházel ve městě New Haven, Connecticut. Hokejový klub New Haven Senators působil 21 sezón v AHL. Nadřazený klub Ottawa Senators povolil přesídlil klub do Charlottetownu, kde vznikl nový klub Prince Edward Island a od sezony 1993/1994 působil v AHL. Během svých třech sezónh skončili buď poslední nebo předposlední s průměrnou návštěvností v rozmezí od 2300 do 2500 diváků. Nejpozoruhodnější hráčem a později známý hráč v NHL byl slovenský útočník Pavol Demitra, který strávil všechny tři sezóny v klubu. Později klub prohlásil, že není možné hrát AHL ve městě, které je malé jako Charlottetown.

## Úspěchy klubu
- Vítěz divize - 2x (1994/95, 1995/96)

## Výsledky

### Základní část
Zdroj: 
| Sezona  | Zápasy | Výhry | Prohry | Prohry(pr.) | Prohry(s.n.) | Body | Góly vstřelené | Góly inkasované | Umístění v divizi |
| ------- | ------ | ----- | ------ | ----------- | ------------ | ---- | -------------- | --------------- | ----------------- |
| 1993–94 | 80     | 23    | 49     | 8           | —            | 54   | 269            | 356             | 6. v Atlantické   |
| 1994–95 | 80     | 41    | 31     | 8           | —            | 90   | 305            | 271             | 1. v Atlantické   |
| 1995–96 | 80     | 38    | 33     | 6           | 3            | 85   | 303            | 313             | 1. v Atlantické   |

### Play-off
Zdroj: 
| Sezona  | 1. kolo                    | 2. kolo                    | Finále konference          | Finále Calder Cupu         |
| ------- | -------------------------- | -------------------------- | -------------------------- | -------------------------- |
| 1993–94 | mužstvo se nekvalifikovalo | mužstvo se nekvalifikovalo | mužstvo se nekvalifikovalo | mužstvo se nekvalifikovalo |
| 1994–95 | postup, 4-1, Saint John    | porážka, 2-4, Fredericton  | —                          | —                          |
| 1995–96 | porážka, 2-3, Fredericton  | —                          | —                          | —                          |

## Klubové rekordy

### Za sezonu
Góly: 53, Steve Larouche (1994/95)
Asistence: 57, Michel Picard (1994/95)
Body: 101, Steve Larouche (1994/95)
Trestné minuty: 314, Darcy Simon (1995/96)
Vychytaná vítězství: 25, Mike Bales (1994/95)
Průměr obdržených branek: 3.10, Jean-Francois Labbe (1994/95)
Procento úspěšnosti zákroků: 90.6, Jean-Francois Labbe (1994/95)

### Celkové
Góly: 70, Pavol Demitra a Greg Pankewicz
Asistence: 124, Pavol Demitra
Body: 196, Pavol Demitra
Trestné minuty: 534, Darcy Simon
Odehrané zápasy: 223, Chad Penney